# 毛里塔尼亞國徽

毛里塔尼亚旧国徽，1959-2018

毛里塔尼亚國徽啟用於1959年4月1日，2018年11月28日作最新修改。
国徽為兩個同心圓。內圓中心圖案為新月和五芒星，象徵該國為伊斯蘭國家。下為棕櫚和玉米。外環以阿拉伯語和法語書有國名。